# Рафаил (Шишков)
Схиигумен Рафаил (в миру Па́вел Дмитриевич Шишков; 20 января 1931 — 20 декабря 2018, Москва) — схиигумен Русской православной церкви, насельник и духовник Московского Данилова ставропигиального мужского монастыря

## Детство и юность
Павел Шишков родился 20 января 1931 года в селе Алексеевском, близ ВДНХ.
Храм Тихвинской иконы Божией Матери в Алексеевском занимал особое место в семье Шишковых. В этом храме многие поколения из их рода крестились и венчались. Там же провожали в последний путь. Крестьянский род Шишковых отличался особым благочестием. Глава семейства — Дмитрий Иванович и его супруга Ольга Георгиевна (в девичестве Гребенщикова) были людьми глубоко верующими, придерживались старинного, патриархального уклада. Даже в ту пору такие благочестивые люди встречались редко. Не раз потом сам отец Рафаил говорил, что жизнь и характер человека во многом зависят от его христианского воспитания в семье и личного примера родителей.
С детства Павла водили в церковь. В Тихвинском храме, который был недалеко от его дома, мальчику особенно нравилось пение хора. Его дядя был регентом в храме, поэтому мать нередко оставляла Павла с певчими. «Я сначала ничего не понимал, но мне всё нравилось. Потом стал понемногу подпевать», — вспоминал он после.
Окончив школу, Павел продолжал жить в родительском доме. Он был младшим среди детей и отличался особой любовью к матери. Свою сыновью любовь он пронёс до самой смерти родительницы, помогая ей во всем, уже будучи священником в церкви.
В армии Павел служил в железнодорожных войсках под Мурманском в 1951—1953 годах.
Чтобы идти работать и помогать семье, Паша после армии поступил в школу киномехаников; судьба некоторых его родственников была связана с кинематографом, да и Всесоюзный институт кинематографии, и студия имени Горького находились неподалёку, на улице Сергея Эйзенштейна. Для многих учёба рядом с домом была удобна. После окончания школы киномехаников Павел стал работать в московских кинотеатрах.
В их доме частой гостьей была благочестивая молитвенница — схимонахиня Гавриила (Александрова), алтарница и духовная дочь святого праведного Алексия (Мечёва. Матушка жила в Москве, в бывшем доме причта при храме святителя Николая в Клённиках, где служил святой Алексий (Мечёв), а затем и его сын — новомученик Сергий (Мечёв). Она была членом Маросейской общины вплоть до закрытия храма в 1932 году. Мать Павла дружила с ней. Вместе они ходили на службы в Тихвинский храм, вместе подолгу беседовали о вере. Всё это мальчик впитывал в себя, и матушка Гавриила уже тогда прозревала в Павле многие вещи, сокрытые от других. Как вспоминали потом его братья, она говорила им, тогда десятилетним мальчишкам: «Не обижайте Павлика, вы ещё будете приходить к нему руку целовать». Матушка стала брать Павла с собой в Троице-Сергиеву Лавру, где, к удивлению подростка, её тоже все знали и уважали. Матушка рассказывала ему о монашестве, о святых угодниках Божиих, о вере. «Она приближала всех нас к Богу», — рассказывал позднее отец Рафаил
Через некоторое время Павел получил высшую квалификацию киномеханика и перешёл работать на киностудию имени Горького. Его многие уговаривали идти учиться дальше, но, как он вспоминал, документы в институт у него не приняли. Он написал прошение о зачислении в Московскую духовную семинарию.

## Семинария (1962—1966 г.г.)
После подачи заявления в семинарию его через некоторое время вызвали в профком киностудии, где спросили, почему он решился на такой шаг. Выслушав, предложили учёбу в Государственном институте кинематографии без вступительных экзаменов. Павел поблагодарил, но сказал, что решение учиться в семинарии обдуманно, и что ничего менять он не станет. Семинарская  жизнь началась в 1962 году.
На последних курсах семинарии Павел Шишков стал иподиаконом у епископа Питирима (Нечаева), в те годы уже известного и уважаемого в народе архиерея. 14 ноября 1965 года епископ Питирим рукоположил Павла Шишкова в диаконы, а 23 июля 1966 года, сразу по окончании учёбы в семинарии, митрополит Крутицкий и Коломенский Пимен (Извеков, будущий Патриарх) рукоположил его в сан пресвитера.

## Пастырское служение (1966—2018 г.г.)

### Священник (1966—1983 г.г.)
После семинарии, с 1966 по 1976 год, отец Павел нес послушание в храмах Московской области.
С 1971 по 1976 год совмещал его с работой личного секретаря владыки Питирима, в те годы председателя Издательского отдела Московской Патриархии и главного редактора «Журнала Московской Патриархии».
Сразу после рукоположения, отец Павел был назначен настоятелем в храм Живоначальной Троицы в селе Пречистое Щелковского района Московской области. Как вспоминал позже сам батюшка, «храм был при кладбище, одноштатный. Помощников и сослужащих не было. Помогала мне одна старушка — и кадило подаст, и свечу зажжет. Хотя сама глухонемая была, но службу знала очень хорошо».
В 1972 году батюшку перевели в Никольский храм города Лосино-Петровск Щелковского района Московской области, откуда его назначили в Преображенский храм села Спас-Осташево Волоколамского района.
В 1976 году отца Павла назначают в храм святых апостолов Петра и Павла, что у Яузских ворот в Москве. Как вспоминал сам батюшка, из Подмосковья было далеко приезжать в столицу, что требовала его секретарская работа у митрополита Питирима. Теперь же Божиим Промыслом всё устроилось. Однако душа отца Павла всегда хотела большего, ради чего он всю жизнь оставался один, не пытаясь создать семью.

### Данилов монастырь. Иночество (1983—2001 гг.)
Он написал прошение Патриарху с просьбой постричь его в монашество.
Как он сам вспоминал: «Я давно решил выбрать монашеский путь, но от Троице-Сергиевой Лавры путь был неблизок, а в Москве монастыри все были закрыты». В Москве были его прихожане, духовные чада и многочисленные родственники, которых батюшка не мог по любви своей оставить без духовного окормления. Но Господь видит все благие намерения в сердце человека. Поэтому вскоре протоиерей Павел по Промыслу Божиему оказался на пороге своего нового поприща. Владыка Евлогий (Смирнов), первый наместник Даниловой обители, вспоминал, что отец Павел пришел в братию Данилова монастыря одним из первых в 1983 году: 

 «Как сейчас помню поступление одного приходского священника из московского храма, целибата, летами уже давно за пятьдесят. Беседа проходила ещё в Чистом переулке.
— В нашем приходе по вечерам не всегда бывали службы, а если и были, то с большими сокращениями, со спешкой, — с волнением рассказывал мне тогда этот батюшка. — Накануне своего литургисания приходилось ездить по тем храмам, где совершается уставная вечерняя служба.
— А как же вы решили пойти в монастырь?
— Мне давно хотелось стать монахом, — продолжал он, — ещё пять лет назад я подавал прошение Святейшему Патриарху о пострижении, но получил такую резолюцию: „Для получения монашества вам надо оставить приход и поступить в монастырь“. Сразу у меня возник вопрос: в какой? В Москве их нет, в Лавру могут не взять. Так и остался мой вопрос без ответа. Но вот вдруг открывают Данилов. У меня забилось сердце: не он ли для меня?!
Святейший Патриарх Пимен тотчас благословил этого священника, зная его усердие к храму и стремление к духовной жизни. Но ещё задолго до подачи прошения он участвовал в работах по монастырю вместе со многими другими добровольцами. Отец протоиерей Павел Ш. в рабочей одежде очищал территорию от мусора, сжигал хлам (тогда у нас постоянно горели костры, даже ночью).
Некоторые узнавали своего батюшку: 

 — Отец Павел, никак и вы в монастырь?
— Да, если Бог благословит, хотел бы сюда перейти насовсем, чтобы здесь и умереть, — отвечал будущий насельник 
 <…> Вот какая духовная высота была в его душе уже тогда»
26 марта 1984 года, по благословению Святейшего Патриарха Пимена, протоиерей Павел Шишков был пострижен в рясофор с именем Алексий в честь преподобного Алексия, человека Божия.
20 февраля 1985 года состоялся постриг в мантию. Отец Павел пришел в монастырь, когда ему было уже пятьдесят два года. Снял с себя наперсный крест с украшениями и надел деревянный, ведь он был уже не протоиерей московского храма, а простой инок обители святого Даниила Московского. Господь благословил отцу Алексию потрудиться на разных послушаниях в Даниловом монастыре в течение тридцати пяти лет: духовником, казначеем, ризничим…

### Данилов монастырь. Великая схима (2001—2018 г.г.)
На исповедь к батюшке год от года очередь становилась всё длиннее. Многие бывшие его прихожане из других храмов стали всё чаще приезжать в Данилов и постепенно возрастать здесь, рядом со своим духовником.
3 апреля 2001 года владыка Евлогий постриг игумена Алексия (Шишкова) в схиму с именем Рафаил в честь Архангела Божия Рафаила. Последние годы, несмотря на свой почтенный возраст и любовь к уединенной молитве, отец Рафаил не закрывался от мира. Он продолжал исповедовать своих многочисленных чад.

 «Если Бог дает мне ещё время пожить, значит, моя жизнь Ему нужна пока здесь», — говорил он. Батюшка часто любил повторять своим чадам: «Всё происходит по Промыслу Божиему, но не без нашей воли», «По вере вашей да будет вам, — говорит Господь, а мы- то от веры ещё далеки», «С Богом везде хорошо». «За всё и всегда благодарите Бога. Все наши нестроения оттого, что забываем поблагодарить Господа за Его милости нам», — в последнее время часто повторял отец Рафаил.
Председатель Издательского отдела Московской Патриархии Митрополит Питирим (Нечаев) ценил и уважал о. Рафаила. В начале шестидесятых тот был одним из иподиаконов владыки (вместе с Анатолием Просвирниным и Вячеславом Овсянниковым), позже – его секретарём, несколько лет трудился в ИОМП. Архиерей приглашал насельника московского Данилова монастыря принимать участие в наиболее значимых событиях подмосковного Иосифо-Волоцкого Успенского монастыря. Так 22 июля 1989 г. о. Рафаил (тогда игумен Алексий) присутствовал на освящении обители, а четырнадцать лет спустя был приглашён участвовать в открытии мощей Преподобного Иосифа (12 июня 2003 г.). Незадолго до собственной смерти митрополит именно батюшке доверил постричь себя в схиму.

## Смерть
Схиигумен Рафаил умер 20 декабря 2018 года, а 22 декабря, на отпевании в Троицком соборе, вся братия Данилова монастыря во главе с отцом наместником обители Алексием (Поликарповым) проводили в путь всея земли своего собрата.
Отец Рафаил похоронен на монашеском кладбище монастырского подворья в селе Долматово Домодедовского района.